# Celda sin número
Celda sin número (título original: Fast-Walking) es una película dramática estadounidense de 1982 dirigida por James B. Harris y protagonizada por James Woods, Tim McIntire y Kay Lenz. Está basada en la novela The Rap de Ernest Brawley.

## Argumento
'Fast-Walking’ Miniver es un guardia de una prisión de Oregón, en Estados Unidos. Le gusta fumar droga y asustar a los clientes de un prostíbulo local en sus ratos libres. Durante la jornada laboral él intenta poner orden en el centro penitenciario, aunque lo que más le apetece es dejar un trabajo ingrato y mal pagado por otro mejor.
Un día Miniver cree que le ha tocado la lotería cuando un preso, William Galliot, el cual es un activista político negro, le ofrece 50 000 dólares si le deja escapar. Sin embargo, Fast-Walking comienza a tener dudas de su participación en los planes de evasión de Galliot cuando su primo Wasco, que forma parte de una conspiración que pretende asesinar al líder negro, le pide ayuda para matarlo. Además, Fast-Walking se ve en secreto con la novia de su primo, Moke, lo cual complica un poco más las cosas.

## Reparto
| Actor          | Personaje              |
| -------------- | ---------------------- |
| James Woods    | 'Fast-Walking' Miniver |
| Tim McIntire   | Wasco                  |
| Kay Lenz       | Moke                   |
| Robert Hooks   | William Galliot        |
| Charles Weldon | Oficial Jackson        |
| M. Emmet Walsh | Sargento Sanger        |
| Susan Tyrrell  | Evie                   |

## Recepción
En el presente la obra cinematográfica ha sido valorada en portales cinematográficos. En IMDb, con 719 votos registrados por parte de los usuarios, la película obtiene una media ponderada de 3,9 sobre 10. En cuanto a Rotten Tomatoes, los más de 250 votos registrados en el portal dieron a este filme una valoración media de 2,7 de 5.